# Senotín (przystanek kolejowy)
Senotín – przystanek kolejowy w miejscowości Senotín, w powiecie Jindřichův Hradec w kraju południowoczeskim, w Czechach przy ulicy Senotín 38. Znajduje się na linii kolejowej 229 Jindřichův Hradec - Nová Bystřice, na wysokości 650 m n.p.m.. 

## Linie kolejowe
- 229: Jindřichův Hradec - Nová Bystřice